# Anne Serre
Anne Serre (Bordeaux, 1960. szeptember 7. –) francia regény- és novellaíró. Több mint egy tucat könyvet írt, amelyek közül négyet lefordítottak angolra. Elnyerte a Prix Goncourt de la Nouvelle díjat, és jelölték a Nemzetközi Booker-díjra.

## Élete
Kamaszkorának kezdetét édesanyja halála jellemezte: „Olyan nagy volt a felfordulás, hogy az első tíz évre nem emlékszem”. Ugyanakkor felfedezte az irodalmat, és megírta első gyermekkönyveit. „És amikor tinédzserként megírtam az első történeteimet – magyarázza –, felfedeztem, hogy az írás pontosan ugyanolyan élvezetet okoz, mint az olvasás. Talán egyszerűen csak az élvezetben akartam élni. Az irodalom az a világ, amelyben jól érzem magam”.
1977-ben Párizsba költözött, hogy irodalmat tanuljon.

## Írói karrier
Debütáló regénye, a Les Gouvernantes 1992-ben jelent meg. Mark Hutchinson angol fordítása 2018-ban jelent meg. A Cleveland Review of Books az angol fordítást „szürreálisnak és erotikusnak” nevezte. Hutchinson azóta Serre három további művét fordította le, amelyek mindegyike a New Directions kiadónál jelent meg.
2008-ban elnyerte a Cino del Duca Alapítvány díját.
2011-ben megjelent Les débutants című regényét, amely Anna, Guillaume és Thomas szerelmi háromszögének története, Mark Hutchinson 2021-ben fordította le angolra The Beginners címmel.
Serre három novellájának gyűjteménye Hutchinson fordításában 2021-ben jelent meg The Fool and Other Moral Tales címmel. A kötet három novellából áll, amelyek eredetileg Le Mat (2005), Le Narrateur (2004) és Petite Table, Sois Mise! címmel jelentek meg franciául. (2012). A Le Narrateur itt megjelenő változatát Serre lerövidítette az eredeti változatból.
A 2020-as Au coeur d'un été tout en or című novelláskötete elnyerte a Prix Goncourt de la Nouvelle díjat. Az író húszas és harmincas éveiből merítő gyűjteményt önarcképként jellemezték. A gyűjtemény egyik novellájának, az „That Summer” címűnek Mark Hutchinson által készített angol fordítása a The Paris Review 2024-es számában jelent meg. Ez a nagyon rövid történet egy család négy tagja közötti dinamikát írja le, akik közül kettő intézetbe került.
2025-ben az A Leopard-Skin Hat, Mark Hutchinson fordítása Serre 2008-as regényéből, az Un chapeau léopard-ból a Nemzetközi Booker-díj jelöltjei közé került. Az elbeszélő és gyermekkori barátja, a mély pszichés zavarokban szenvedő Fanny intenzív kapcsolatának története Serre nővérének halála után íródott.
Művei közül kiemelkedik még a Voyage avec Vila-Matas (2017), amelyben Enrique Vila-Matas spanyol író kitalált változata szerepel, a Grande tiqueté (2020), amelyhez Serre kitalált egy nyelvet, és a Notre si chère vieille dame auteur (2022), amelyben egy halálán lévő író egy elhagyott kéziraton dolgozik.

## Művei

### Regények
- Les Gouvernantes, Éditions Champ Vallon, 1992
- Eva Lone, Champ Vallon, 1993
- Un voyage en ballon, nouvelles, Champ Vallon, 1993
- La Petite Épée du cœur, Le Temps qu'il fait, 1995
- Film, Le Temps qu'il fait, 1998
- Au Secours, Champ Vallon, 1998
- Le Cheval blanc d’Uffington, Le Mercure de France, 2002
- Le Narrateur, Le Mercure de France, 2004
- Le.Mat, Verdier, 2005
- Un chapeau léopard, Le Mercure de France, 2008
- Les Débutants, Le Mercure de France, 2011
- Petite table, sois mise !, Verdier, 2012
- Dialogue d’été, Le Mercure de France, 2014
- Voyage avec Vila-Matas, Le Mercure de France, 2017
- Grande tiqueté, Champ Vallon, 2020
- Au cœur d’un été tout en or, Le Mercure de France, 2020
- Petite table, sois mise ! : et autres contes, Verdier poche, 2022. Réunit : Petite table, sois mise !, Le mat, Le narrateur.
- Notre si chère vieille dame auteur, Le Mercure de France, 2022

## Fordítás
- Ez a szócikk részben vagy egészben  az   Anne Serre című angol Wikipédia-szócikk fordításán alapul.  Az eredeti cikk szerkesztőit annak laptörténete sorolja fel. Ez a jelzés csupán a megfogalmazás eredetét és a szerzői jogokat jelzi, nem szolgál a cikkben szereplő információk forrásmegjelöléseként.